# Elisabeth Rotten

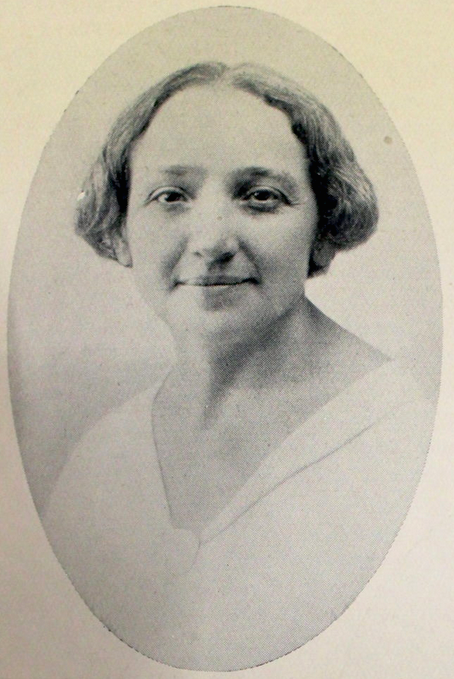
Elisabeth Rotten (1930)

Elisabeth Friederike Rotten (* 15. Februar 1882 in Berlin; † 2. Mai 1964 in London) war eine deutsche Reformpädagogin und Friedensaktivistin.

## Leben
Elisabeth Friederike Rotten war Tochter des Schweizer Ehepaars Moritz und Luise Rotten. Sie besuchte die zehnklassige höhere Mädchenschule „Luisenschule“ von 1888 bis 1898, später das Victoria-Lyzeum Charlottenburg ab 1904. Im September 1906 legte sie die Reifeprüfung am Kaiserin-Augusta-Gymnasium in Charlottenburg ab. Ihr Studium in Philosophie, Germanistik absolvierte sie in Heidelberg, Berlin, Marburg und Montpellier. In Marburg wurde die Begegnung mit Hermann Lietz und Gustav Wyneken entscheidend für ihren weiteren Werdegang. 1913 verteidigte sie an der Universität Marburg ihre Doktorarbeit über „Goethes Urphänomen und die platonische Idee“ und ging als Lektorin für deutsche Literatur an die Universität Cambridge.
1914 kehrte sie nach Berlin zurück und arbeitete beim Rettungswerk „Auskunfts- und Hilfsstelle für Deutsche im Ausland und Ausländer in Deutschland“ zusammen mit Friedrich Siegmund-Schultze. Im gleichen Jahr wurde sie Mitbegründerin des „Bundes Neues Vaterland“, später „Deutsche Liga für Menschenrechte“. 1915 reiste sie als Vertreterin des Bundes zum 1. Internationaler Frauenfriedenskongress in Den Haag und wirkte bei der Gründung der „Internationalen Frauenliga für Frieden und Freiheit“ (der Women’s International League for Peace and Freedom, WILPF) mit.
Naomi Shepherd berichtete davon, dass sich Elisabeth Rotten während des Ersten Weltkriegs in der Zusammenarbeit zwischen Quäkern und dem Roten Kreuz um die internierten Zivilangehörigen der Feindstaaten gekümmert und sich bemüht habe, den Kontakt zwischen den durch den Krieg getrennten Familien aufrechtzuerhalten. Wegen ihrer engen Verbindungen nach England habe ihr dreimal das Exil gedroht. „Mitte 1915 gründete sie einen Fürsorgenotdienst, die ›Auskunfts- und Hilfsstelle‹, um Lebensmittel und Kleidung an die in Not geratenen Mütter und Kinder zu verteilen. 1918 gehörten zum inneren Kreis ihrer Helfer vier Frauen und ein neunzehnjähriger Mann – Wilfrid Israel“. Rotten und Israel waren auch an den Vorbereitungen für die ersten von den englischen Quäkern initiierten Lebensmittel- und Kleiderlieferungen an die notleidende deutsche Bevölkerung beteiligt, die dann ab 1920 durch die Quäkerspeisungen abgelöst wurden.
1919 hielt Rotten eine vielbeachtete Rede auf der Internationalen Erziehungskonferenz in Genf über „Die Versuche einer neuen Erziehung in Deutschland“. Sie war Mitbegründerin des „Bundes Entschiedener Schulreformer“. Bis 1921 war sie als Leiterin der Pädagogischen Abteilung der „Deutschen Liga für Völkerbund“ tätig und gab 1920 bis 1921 die „Internationale Erziehungsrundschau“ heraus (als Beilage der Zeitschrift „Die neue Erziehung“). 1921 wurde sie Mitbegründerin des Weltbundes für Erneuerung der Erziehung (New Education Fellowship) und Direktorin für die deutschsprachigen Länder. Elisabeth Rotten gab – in der Nachfolge der Internationalen Erziehungsrundschau – als deutschsprachiges Organ des Weltbundes die Zeitschrift Das Werdende Zeitalter heraus (ab 1926 zusammen mit Karl Wilker). 1922 arbeitete sie in der Schulfarm Insel Scharfenberg bei Berlin. 1923 beteiligte sie sich an der Gründung der kunstgewerblichen Siedlung auf dem Gut Kohlgraben bei Vacha in der Rhön. Bis 1923 arbeitete sie mit den englischen Quäkern in der Kinderhilfe (Quäkerspeisung) zusammen, 1930 wurde sie Mitglied der Religiösen Gesellschaft der Freunde (Quäker). Ab 1925 war sie Mitdirektorin des International Bureau of Education in Genf.
1930 bis 1934 wirkte sie in der Gartenstadt Hellerau, unter anderem als Mitbegründerin der Staatlichen Wohlfahrtsschule Hellerau. In dieser Zeit führte sie einen intensiven Meinungsaustausch mit Siddy Wronsky, in den auch Friedrich Siegmund-Schultze einbezogen war, der Gründer der Sozialen Arbeitsgemeinschaft Berlin-Ost. „In diesem Kreis ist z. B. ausfúhrlich über Ben Schemen gesprochen worden, da alle Beteiligten Siegfried Lehmann aus seiner Zeit im Jüdischen Volksheim in Berlin kannten. An Ben Schemen und dem Gedanken der "Kinderrepublik" war Elisabeth Rotten aber auch als Mitgründerin des Kinderdorfes Pestalozzi in Trogen/Schweiz (1946) und der Internationalen Föderation der Kinderdörfer interessiert.“
Ebenfalls in dieser Hellerauer Zeit gründete Elisbeth Rotten zusammen mit Jean Piaget die Schweizerische Montessori-Gesellschaft; sie war von 1937 bis zu ihrem Tod Vizepräsidentin der Association Montessori Internationale. 1934 emigrierte sie in die Schweiz, nach Saanen im Berner Oberland. Dort setzte sie ihre Arbeit mit Vorträgen, Kursen, Publikationen und Übersetzungen fort.
Nach 1945 beteiligte sie sich an der Gründung des zuvor erwähnten Internationalen Pestalozzi-Kinderdorfes in Trogen im Kanton Appenzell Ausserrhoden. Die Mitarbeit Rottens am Aufbau und der Entwicklung des Kinderdorfes platzierte dieses in der pädagogischen Reformbewegung des 20. Jahrhunderts. Ihre im März 1945 publizierte Schrift "der geistige Ort des Kinderdorfs" erhielt in der pädagogischen Fachwelt viel Aufsehen. Im Jahre 1947 wirkte sie als Dozentin an der Pädagogischen Hochschule Berlin. 1948 leitete sie das „Büro für kulturellen Austausch“ der „Schweizer Spende für die Kriegsgeschädigten“. Darüber hinaus betätigte sich Elisabeth Rotten auch als Übersetzerin (von Erich Fromm, Upton Sinclair, John Steinbecks Tortilla Flat u. a.). Rotten starb im Mai 1964 und wurde in Saanen beerdigt.

## Schriften
- Die Einigung Europas: Sammlung von Aussprüchen und Dokumenten zur Versöhnung und Organisation Europas aus eineinhalb Jahrhunderten, ausgewählt und eingeleitet von Elisabeth Rotten, mit einem Geleitwort von Jean Rudolf von Salis. Haus der Bücher, Basel 1942, DNB 993166148.